# 台拉登县
台拉登县，是印度北阿坎德邦加瓦尔专区的一个县，位于北阿坎德邦西端。该县总面积3,088 km2 (1,192 sq mi)。总人口1,282,143，人口密度415 /km2 (1,075 /sq mi)。台拉登县行政中心为台拉登。

## 行政区划
该县有6个镇, 6个社群开发区, 17个市，764个村。